# Kukawik czarnodzioby
Kukawik czarnodzioby (Coccyzus erythropthalmus) – gatunek średniej wielkości ptaka z rodziny kukułkowatych (Cuculidae), zamieszkujący środkową część Ameryki Północnej. Wędrowny, zimuje w północno-zachodniej i środkowo-zachodniej części Ameryki Południowej. Nie wyróżnia się podgatunków.

## Charakterystyka
Wygląd zewnętrznyObie płci ubarwione podobnie. Upierzenie brązowe na głowie i grzbiecie, a białe na spodzie ciała. Długi szarobrązowy ogon, sterówki mają białe końcówki. Dziób czarny. Wokół oka czerwona obrączka. Młode mają nieco jaśniejsze upierzenie i żółtawą obrączkę wokół oka.
Rozmiarydługość ciała 27–31 cm 
rozpiętość skrzydeł ok. 38–42 cm
Masa ciałasamce 41,6–50 g, samice 46,2–62,8 g
GłosSzybkie, powtarzane 2–5 razy „kukuku”.
ZachowanieSamotnik, bardzo płochliwy.

## Środowisko
Skraje lasów i zadrzewienia.

## Pożywienie
Żeruje wśród gałęzi drzew i krzewów. Żywi się owadami, zwłaszcza gąsienicami ciem, zjada także mięczaki, pajęczaki, jaja innych ptaków i owoce jagodowe.

## Lęgi
GniazdoNa niskim drzewie lub krzewie, dobrze ukryte w gałęziach i liściach, zbudowane z gałązek i wyściełane trawą i korzonkami. Czasem składa jaja do gniazd innych ptaków.
JajaSkłada 2–5 niebieskawozielonych jaj.
WysiadywanieSamica wysiaduje jaja przez ok. 14 dni, samiec również w tym pomaga.
PisklętaPisklęta opuszczają gniazdo po 9–14 dniach od wyklucia.

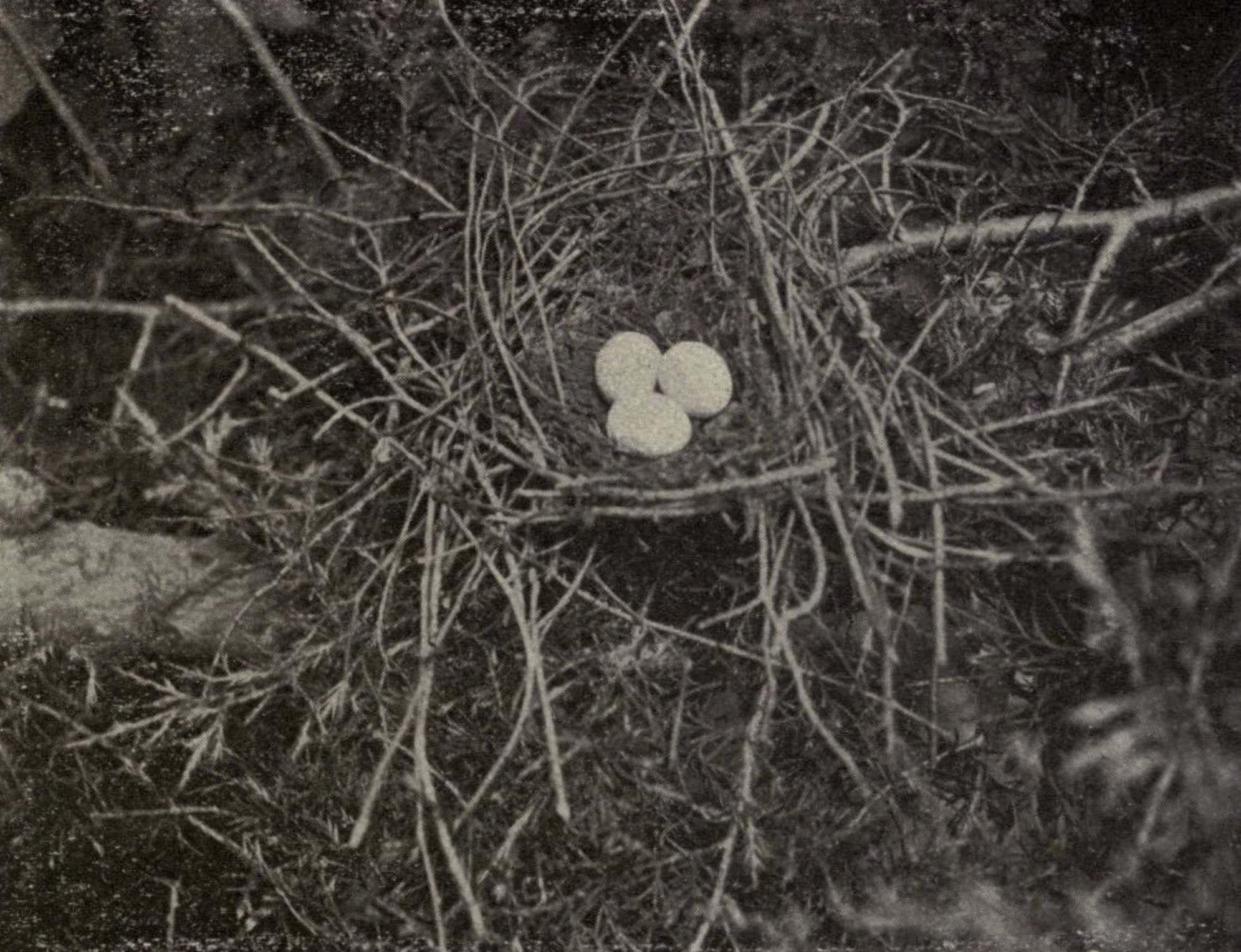
Gniazdo kukawika czarnodziobego
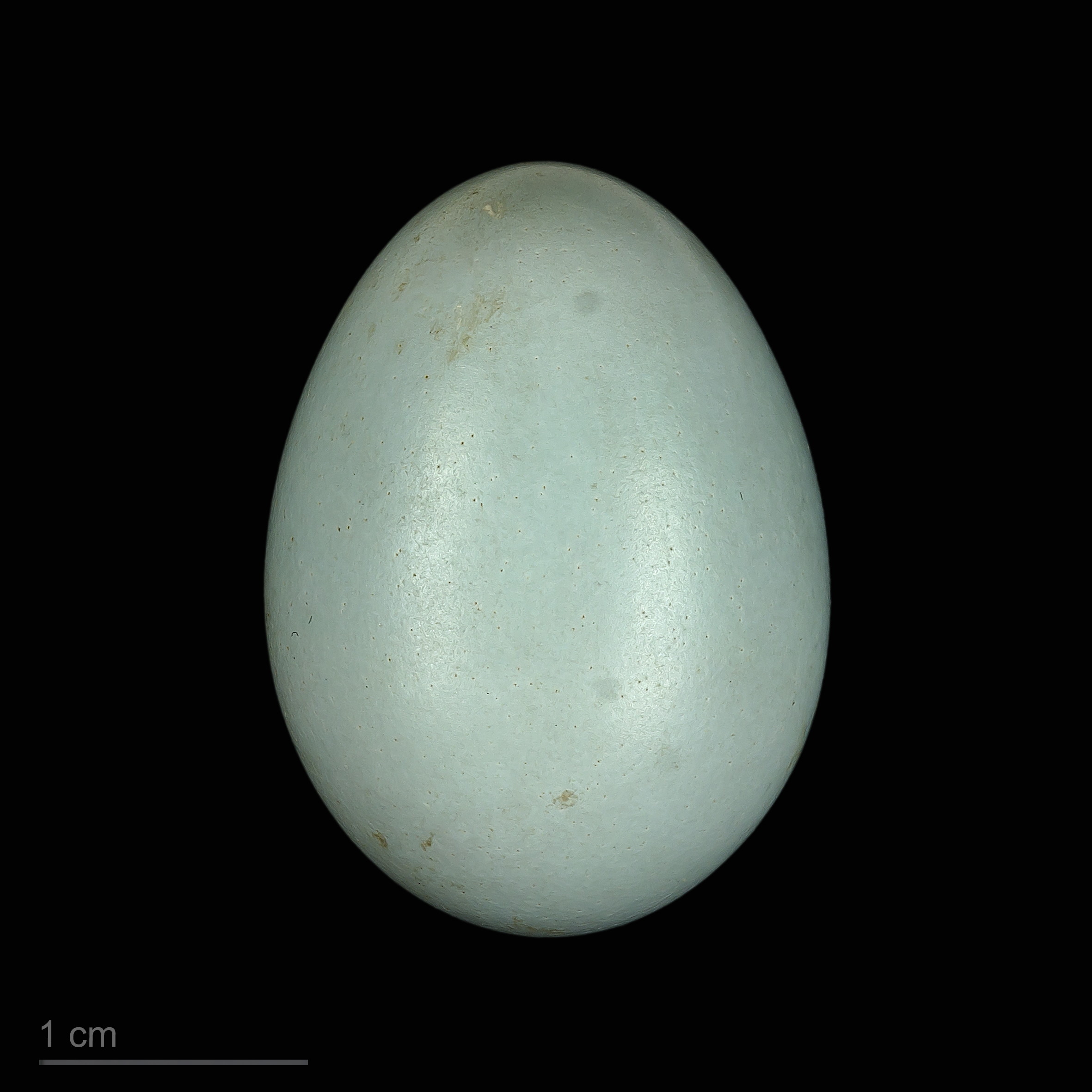
Jajo z kolekcji muzealnej
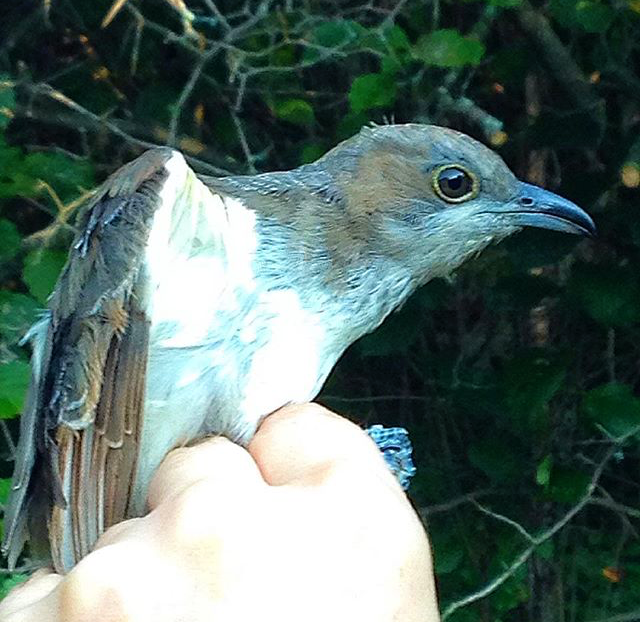
Osobnik młodociany

## Status
IUCN uznaje kukawika czarnodziobego za gatunek najmniejszej troski (LC, Least Concern) nieprzerwanie od 1988 roku. BirdLife International uznaje trend liczebności populacji za spadkowy.